# Vor Arneths Grab (Bruckner)
Vor Arneths Grab, WAB 53 ist eine Elegie für Männerchor und drei Posaunen von Anton Bruckner aus dem Jahr 1854.

## Entstehung und Stellung im Gesamtwerk
Bruckner komponierte die Elegie Vor Arneths Grab für das Begräbnis von Michael Arneth, dem Prior des Stifts St. Florian. Das Werk, das zusammen mit dem Libera me, WAB 22, entstand, wurde am 28. März 1854 auf dem Friedhof der Abtei aufgeführt.
Die Elegie wurde zum Begräbnis des Magistrats Wilhelm Schiedermayr am 23. September 1855 ein zweites Mal aufgeführt. Am Grabe,  eine überarbeitete a cappella–Vertonung der Elegie, wurde anlässlich der Beerdigung von Josephine Hafferl aufgeführt.
Das Originalmanuskript der Elegie befindet sich im Archiv der Stadt Wels. Das Werk, das erstmals in Band II/2, S. 184–188 der Göllerich/Auer-Biografie veröffentlicht wurde, ist in Band XXIII/2, Nr. 9 der Gesamtausgabe eingeordnet.

## Text
Die Elegie verwendet einen Text von Ernst von Marinelli:
Brüder, trocknet eure Zähren,

stillt der Schmerzen herbes Leid,

Liebe kann sich auch bewähren

durch Ergebungsinnigkeit.

Wohl ist dies das letzte Schauen

auf die Leiche und den Sarg,

doch die Seele, die sie barg,

triumphiert durch Gottvertrau’n.

Drum lasst uns den Herren preisen,

der die Edelsten erwählt

und für uns, die armen Waisen,

auch den Himmel offen hält!

Wollen hier am Grab geloben

Treue, Recht und frommen Sinn,

dass der Selige dort oben,

hat sich unser Geist erhoben,

uns zum Vater führe hin.

## Musik
Das 28 Takt lange Werk in f-Moll ist für Männerchor und 3 Posaunen besetzt. Die Vertonung der ersten beiden Strophen (Takte 1–8) ist identisch. Es folgt (Takte 9–16) die Vertonung der dritten Strophe und endet nach zwei Instrumentaltakten (Takte 19–28) mit der Vertonung der letzten Strophe.
Obwohl es sich um ein Trauerlied handelt, zeigt es wenig von dem traurigen Charakter, den man erwarten könnte. Der Text und die Musik, mit weitgehend diatonischer Harmonie und einer Dominanz von Durtonarten, konzentrieren sich stattdessen auf das Vertrauen in Auferstehung und Erlösung. Wie das begleitende Libera me, WAB 22, enthält das Werk Vorzeichen von Bruckners reifem Stil und nimmt damit einen bedeutenden Platz in Bruckners musikalischer Entwicklung ein.

## Diskografie
Es gibt drei Aufnahmen von Vor Arneths Grab:
- Jürgen Jürgens, Monteverdi-Chor Hamburg, Bruckner – Music of St Florian Period (II) – CD: BSVD-0111 (Bruckner Archive), 1985
- Thomas Kerbl, Chorvereinigung Bruckner 08, Anton Bruckner Männerchöre – CD: LIVA 027, 2008
- Łukasz Borowicz, Anton Bruckner: Requiem, RIAS Kammerchor Berlin, Akademie für Alte Musik Berlin – CD: Accentus ACC30474, 2019